# NGC 2561
NGC 2561是位于长蛇座的一个星系。它的赤经为：819.6，赤纬为：4° 39′。